# Linares Deportivo
El Linares Deportivo SAD es un club de fútbol de la ciudad de Linares, en la provincia de Jaén (Andalucía, España). El club se fundó el 4 de agosto de 2009 tras la desaparición de su antecesor, el C. D. Linares, y actualmente milita en el Grupo IV de la Segunda Federación, cuarta categoría del fútbol español.

## Historia del Fútbol en Linares

### Antecedentes
Es difícil datar con exactitud el comienzo del fútbol en Linares. Algunos historiadores han llegado a afirmar que las cuencas mineras de Huelva y Linares conocieron simultáneamente el deporte rey, importado por ingenieros ingleses, durante el último tercio de siglo XIX. En la ciudad había una importante colonia de extranjeros, (propietarios o trabajadores en las numerosas minas de plomo existentes), siendo especialmente importante la formada por ingleses, los cuales posiblemente incluirían el fútbol entre los deportes que practicaban los días festivos y de descanso. No obstante hasta 1909 no tenemos constancia de los primeros grupos organizados en nuestra tierra: las Escuadras de Exploradores, (una especie de boy scouts de aquella época), que estaban presididas por don Mariano de la Paz, quien fundó también la “Sociedad Gimnástica Linarense” (1909-20), y con las que comenzaría a practicar aquel nuevo deporte llamado “fútbol”. Hay que recordar que aquellos primeros equipos jugaban en una explanada habilitada a tal efecto en la antigua Estación de Almería, (al final de la actual calle Úbeda), posteriormente, también en la antigua Estación de Andaluces, en unos terrenos situados en la salida de Linares hacia Baños. Como en esa época el equipo de fútbol no estaba federado, simplemente se jugaban partidos amistosos.
Finalmente es con el “Linares Fútbol Club” (1920-29), cuando encontramos la primera inscripción federativa realizada en 1925, sucediéndose a lo largo del tiempo las siguientes denominaciones de los equipos: de nuevo, “Gimnástica Linarense” (1929-31); “Deportivo Fútbol Club”, (1931-33); “Linares Deportivo” (1940), etc. Más tarde seguirían nombres como el “Titán de Linares”, el “Club Deportivo Linares”, el “Santana Club de Fútbol” y el más popular de todos, el “Linares Club de Fútbol” (1961-90).
Como decíamos anteriormente, la primera fecha en que consta la existencia de un equipo federado en nuestra ciudad es en 1925. Un periódico local denominado la Semana Deportiva, de dicho año, publica una relación de equipos federados donde ya aparece el “Linares Fútbol Club”. Fue una pena, que practicándose el fútbol en Linares desde mucho tiempo antes, se esperase a esta fecha para la inscripción federativa, ya que sin duda hubiéramos sido uno de los equipos más veteranos en España.
La inauguración del antiguo Estadio Municipal tuvo lugar el 6 de enero de 1924, y se ubicaba en los actuales terrenos de la factoría Santana; en aquella época el Club ya tenía secretaría propia en el Paseo de Linarejos n.º 5. La inauguración contó con la asistencia de todas las autoridades y personalidades de relevancia provincial, entre otros podemos destacar el Gobernador Civil, el obispo Manuel Basulto y el Alcalde de Linares, entre otros. Se inauguró con un partido amistoso contra el entonces denominado “Jaén Fútbol Club”, y es partir de este primer encuentro, cuando se inició la reconocida rivalidad futbolística entre ambas ciudades, sobre todo por un lance sucedido durante el partido: ganaba el Jaén 1-2 y el árbitro concedió un dudoso penalti al Linares, lo cual provocó en primera instancia las protestas del equipo “visitante” y posteriormente su retirada, causando con ello unos serios incidentes de orden público. Como anécdota recordamos que los precios de las localidades eran las siguientes: delantera de silla numerada 3 ptas., silla sin numerar 2 ptas., delantera general numerada 1,5 ptas., entrada general 1 pta., media entrada 0,5 ptas.
Es a partir del año 1925 cuando el Linares comienza a competir en la “particular” 1.ª Regional de aquellos años. Como ejemplo, en el año 1932 nuestro equipo queda clasificado como subcampeón, y el grupo lo componían el Jaén, el Racing de Córdoba y el Granada. También hay que decir que, en este mismo año ya se utilizaba la actual indumentaria, ya que en épocas anteriores se vestía completamente de blanco, o con un traje rayado azul y blanco. Por lo breve de las competiciones había más partidos amistosos que oficiales. En este sentido, indicar que llegamos a recibir la visita en partido amistoso del Real Madrid con el resultado de 1-2 a favor de los madrileños. El Linares permaneció jugando en 1.ª Regional hasta el año 1945. A partir de esta fecha, la historia del fútbol en la ciudad adquiere una impresionante evolución.

### Linares Club de Fútbol (1961-1990)
El Linares Club de Fútbol nace en 1961 y comienza a jugar en Categoría Regional. En 1965 logra el ascenso a Tercera División. En esta categoría permanece 5 años, hasta que en la temporada 1969/70 desciende otra vez a categoría regional. Sólo un año después regresa a la categoría nacional.
Tras dos años en Tercera, en la temporada 1972/73, se proclama campeón de su grupo de Tercera y logra el ascenso a Segunda División por primera vez en su historia. Sólo permanece una temporada en la categoría, desciende como colista. Tras dos años en Tercera División se crea la Segunda División B en 1977, el Linares CF participa en la primera edición terminando en 14.º puesto. En la 1979/80 finaliza primero del grupo y asciende por segunda vez a Segunda División.
En su regreso a la Segunda División finaliza 12.º en su primera campaña y logra mantener la categoría cuatro temporadas. En la 1983/84 regresa a Segunda B. En la 1988/89 el Linares, jugó su último partido de liga en el Vicente Calderón, ante el Atlético Madrileño, jugándose en este partido de nuevo el ascenso a Segunda. No consiguió el objetivo. La siguiente temporada finaliza 7.º, pero es descendido a Tercera por no pagar a los jugadores y desaparece en 1990. Se funda en la ciudad el CD Linares para que el fútbol en la localidad no muera.

### Club Deportivo Linares (1990-2009)
La nueva formación comenzó su andadura en las categorías regionales andaluzas, y consiguió su ascenso a Tercera División española en 1994.
Desde un principio, el objetivo del Linares fue conseguir el ascenso a Segunda División B, y durante toda su andadura por Tercera terminó en las posiciones altas de la tabla, con un primer puesto en la campaña 1997/98. Sin embargo, no logró subir a la categoría de bronce del fútbol español hasta la temporada 1999/2000, cuando el equipo terminó segundo en la liga regular y batió al Mérida Promesas, Club Polideportivo Villarrobledo y Racing Club Portuense. En su temporada de debut en Segunda B, el Linares descendió a Tercera al terminar en decimoctava posición.
En 2002, el Linares volvió a rubricar su ascenso a Segunda B después de terminar como líder la liga regular y derrotar al Recreativo de Huelva "B". En la categoría de bronce el equipo trató de hacerse un hueco, y en su primer año tuvo que vencer en un partido por la permanenciea frente al UP Langreo. Pero no fue hasta el año 2005/06 cuando el Linares pudo alcanzar mayores cotas, y se clasificó para los playoff por el ascenso a Segunda División. Desde 2006 hasta 2008 los "azulillos" terminaron en posiciones de ascenso, aunque cayeron frente a U. D. Las Palmas, Racing Club de Ferrol y Zamora CF respectivamente.
A pesar de que la situación deportiva era bastante buena, la entidad volvió a atravesar dificultades económicas derivadas de una mala gestión, por la que la plantilla y cuerpo técnico dejaron de percibir sus nóminas. En agosto de 2008 la entidad se declaró en concurso de acreedores, y los problemas financieros de la entidad afectaron al terreno deportivo, con un equipo que finaliza la campaña 2008/09 en decimocuarto lugar. Con una deuda de 1,5 millones de euros, el alcalde de Linares anunció la desaparición del equipo el 20 de julio de 2009, certificada definitivamente el 3 de septiembre de ese mismo año.
Tras la desaparición, del club los aficionados reorganizaron un nuevo equipo, la Asociación Deportiva Linares, que tomó el testigo del equipo desaparecido. Aunque trataron de comprar una plaza en Tercera División,[cita requerida] el Linares tuvo que comenzar su andadura desde Primera Provincial.

### Linares Deportivo (2009-actualidad)
El Club nació con el nombre de Asociación Deportiva Linares consiguiendo en su primer año el ascenso de categoría y su primera Copa Subdelegado de Jaén. A la temporada siguiente se le cambió la denominación por la que actualmente es conocido el club. En esta segunda temporada se consigue de nuevo el ascenso de categoría a la Primera División Andaluza siendo en ambos años campeón indiscutible de Liga y campeón de dicha copa.
La temporada siguiente, 2011-12, fue la temporada en la que el Linares volvería a categoría nacional de nuevo tras tres años participando en categorías regionales. Esto fue posible tras quedar segundo clasificado tras el Villacarrillo, que consiguió el ascenso directo, en una liga que será recordada por el desplazamiento de 800 aficionados linarenses al Estadio de la Vera+Cruz de Villacarrillo; el equipo azulillo tuvo que disputar un Play-off de ascenso que le enfrentaría al AD Huércal. En la ida el resultado en Linarejos no fue otro que el 2-2 dejando para la vuelta la resolución en tierras almerienses. Allí, y con el resultado a favor visitante de 0-4, el Linares regresaría a categoría nacional.
En su primer año en Tercera División se quedó a tan solo un punto de poder disputar los ansiados Play-offs de ascenso a la 2.ª División ´B´ del fútbol español. Su segundo año acabó con el equipo en segunda posición y con opción de jugarse el ascenso de categoría. Tras derrotar al Terrassa Futbol Club y Rayo Vallecano ´B´ cayó eliminado en una última eliminatoria frente a la UD Socuéllamos donde no faltaría la polémica después de que el linier anulase un tanto al conjunto azulillo por fuera de juego inexistente.
En la temporada 2014-15 el objetivo del equipo no es otro que ganar la competición pudiendo disputar el ascenso por la vía rápida. El club azulillo se consolida líder del grupo IX desde las primeras jornadas, lo que le permite disputar directamente la fase final de los playoffs ante el C.D. Castellón, consiguiendo la victoria en el partido de ida disputado en el Municipal de Linarejos por 1-0. En el partido de vuelta, disputado en el Nuevo Estadio de Castalia, el Linares Deportivo se impuso por un resultado de 0-2, firmando un resultado global de 0-3 favorable al conjunto azulillo, lo cual le permite seis años después de su refundación volver a la Segunda División B, división en la cual estaba situado el año de la desaparición el Club Deportivo Linares, club predecesor al Linares Deportivo. 
Cabe destacar la I Copa Diputación Provincial de Jaén conseguida a comienzos de temporada.
En su primera temporada en Segunda División B (2015-16) cosecha un 16.º puesto que le envía a los play-outs de permanencia en 2a B, que tras derrotar 2-1 en la vuelta con remontada incluida al CP Cacereño, consigue salvar la categoría en el último partido de la temporada. También participa en la Copa del Rey tras 7 años de ausencia, consigue llegar a la 2.ª ronda preliminar siendo derrotado por la UD Logroñés.
En la siguiente temporada (2016-17), desciende a 3.ª tras una primera vuelta de liga en la que estuvo acariciando puestos de playoff de ascenso a 2.ª, pero tras una mala segunda vuelta, cosecha el mismo puesto que en la pasada campaña. En el play-out, al contrario que la pasada campaña, pierde esta vez contra el Burgos CF por similar resultado (1-2) esta vez en contra.
La 2017-18 fue una temporada totalmente de transición puesto que en Tercera División el Linares ni siquiera se acercó a puestos de playoff de ascenso a Segunda B esa temporada, quedando a 8 puntos en séptima plaza.
En cambio para la temporada 2018/19, se trajo a algunos referentes del equipo de Segunda B, tales como Rosales, Rodri, Fran Lara, Lopito... Y algunos otros que estuvieron en el camino de reconstrucción del Linares hacia la 2.ª B como Chendo. En esta temporada consigue quedar 2.º en la liga regular detrás del eterno rival Real Jaén. En la liga regular, consigue hacer una buena temporada en cuanto resultados y juego pero todo se diluyó en los playoffs que, tras remontar dos eliminatorias de manera consecutiva, en el último partido cae ante La Nucía CF tras ir ganando 1-0 y valerle el empate para ascender.
Tras mantener la base de aquel equipo, en la 2019-20 consigue quedar líderes de su grupo de Tercera División y afrontar los playoffs tras la cuarentena del COVID con buenas sensaciones. Pero en un partido casi traumático para los azulillos, cae en primera ronda de playoff apeados por el máximo rival, el Real Jaén. Tras el caso de positivos del Marino en los partidos de repesca del playoff, el Linares asciende administrativamente a 2.ª B.
Con la base del equipo del ascenso, un nuevo entrenador, D. Alberto González, y nuevos flamantes fichajes como Hugo Díaz o Toni García, el Linares al final de la primera fase de competición en Segunda B 2020-21 consigue el ascenso a la nueva categoría creada por la RFEF, denominada Primera RFEF.

## Escudo del club
- El escudo tiene forma de rombo cortado por la mitad y abombado levemente hacia fuera en los laterales.
- Está dividido en diagonal por una franja roja con el nombre del club.
- En la parte superior izquierda, de color azul, se encuentra el interior del escudo de la ciudad, en el cual se representa la antigua fortaleza de Linares.
- En la parte inferior derecha de color blanco, se encuentra un balón, representando el carácter deportivo del equipo.

## Rivalidad
Su principal rival con quien mantiene un enfrentamiento histórico es el Real Jaén C.F. que en la actualidad milita en la Tercera RFEF. La rivalidad tradicional entre Jaén y Linares, que se manifestó entre el Real Jaén y los antecesores del Linares Deportivo, ha sido heredada por el nuevo club. Otro equipo con el que mantuvo gran rivalidad histórica fue el Úbeda C.F..

## Trayectoria
| Temporada | División       | Lugar | Copa del Rey | Copa Federación  | Copa Diputación  | Copa Subdelegado     | Promoción de ascenso | Promoción de permanencia       |
| --------- | -------------- | ----- | ------------ | ---------------- | ---------------- | -------------------- | -------------------- | ------------------------------ |
| 2009/10   | Regional       | 1.º   | —            | —                | —                | Campeón              | —                    | —                              |
| 2010/11   | Preferente     | 1.º   | —            | —                | —                | Campeón              | —                    | —                              |
| 2011/12   | 1.ª Andaluza   | 2.º   | —            | —                | —                | 1/8                  | —                    | —                              |
| 2012/13   | 3.ª División   | 5.º   | —            | —                | —                | 1/16 (Filial)        | —                    | —                              |
| 2013/14   | 3.ª División   | 2.º   | —            | —                | —                | —                    | Última ronda         | —                              |
| 2014/15   | 3.ª División   | 1.º   | —            | Semifinalista    | Campeón          | Fase previa (Filial) | Ascenso              | —                              |
| 2015/16   | 2.ª División B | 16.º  | 2.ª ronda    | —                | Cuartos de final | —                    | —                    | Permanece                      |
| 2016/17   | 2.ª División B | 16.º  | —            | Octavos de final | Cuartos de final | —                    | —                    | Desciende a Tercera            |
| 2017/18   | 3.ª División   | 7.º   | —            | —                | Octavos de final | —                    | —                    | —                              |
| 2018/19   | 3.ª División   | 2.º   | —            | —                | 1.ª ronda        | —                    | Última ronda         | —                              |
| 2019/20   | 3.ª División   | 1.º   | 1.ª ronda    | —                | —                | —                    | Ascenso              | —                              |
| 2020/21   | 2.ª División B | 1.º   | 2.ª ronda    | —                | —                | —                    | Semifinales          | —                              |
| 2021/22   | 1.ª RFEF       | 5.°   | 1/16         | -                | -                | -                    | Semifinales          | -                              |
| 2022/23   | 1.ª RFEF       | 6.°   | 1/16         | -                | -                | -                    | -                    | -                              |
| 2023/24   | 1.ª RFEF       | 17.°  | -            | -                | -                | -                    | -                    | Desciende a Segunda Federación |
| 2024/25   | 2.ª RFEF       | 9.°   | -            | -                | -                | -                    | -                    | -                              |

## Categorías inferiores
Las categorías inferiores del Club compiten bajo el nombre de éste. La categoría cadete logró el ascenso a División de Honor Juvenil de España en la temporada 2017-18. Las categorías inferiores han demostrado durante estos pocos años que es un club con bastante clase y con gran futuro para el primer equipo. También cuenta con una gran y prometedora escuela de porteros.

## Jugadores

### Altas y bajas 2023-24
| Altas                      | Altas    | Altas                  |
| Jugador                    | Posición | Procedencia            |
| -------------------------- | -------- | ---------------------- |
| "Zaki"                     |          | Real Jaén C.F.         |
| Manolo Molina              |          | C.P. Cacereño          |
| Miguel Berlanga            |          | A.D. Alcorcón "B"      |
| Javier Rentero             |          | C.D. Leganés "B"       |
| Fran Ortuño                |          | Marbella F.C.          |
| "Tano" Bonnín              |          | U.S. Vibonese          |
| Pepe Mena                  |          | Algeciras C.F.         |
| "Teddy" Sutherland         |          | F.C. Cartagena "B"     |
| Rafa Llorente              |          | Cádiz C.F. Mirandilla  |
| Antonio Marín              |          | San Fernando C.D.I.    |
| Lucas Suárez               |          | Sporting Atlético      |
| Fran Varela                |          | C.D. Alcoyano          |
| Álex Oyón                  |          | Real Sporting          |
| Alberto Moreno             |          | Atlético de Madrid "B" |
| Ángel Martínez (invierno)  |          | Brunei DPMM FC         |
| Álvaro Vázquez (invierno)  |          | S.D. Ponferradina      |
| Gaspar Panadero (invierno) |          | Qarabağ FK             |
| Fran Carnicer (invierno)   |          | A.D. Ceuta F.C.        |
| Fran González (invierno)   |          | SC Torreense           |
| Gonzalo Guzmán (invierno)  |          | Sevilla F.C. "C"       |
| Inach Fernández (invierno) |          | A.D. San Juan          |
| Jannick Buyla (invierno)   |          | S.D. Logroñés          |

| Bajas                         | Bajas    | Bajas                    |
| Jugador                       | Posición | Destino                  |
| ----------------------------- | -------- | ------------------------ |
| Aitor Gelardo                 |          | Villarreal C.F. "B"      |
| Fermín López                  |          | F.C. Barcelona Atlètic   |
| Luciano Squadrone             |          | PFC Beroe Stara Zagora   |
| Alfonso Fernández             |          | CD Atlético Paso         |
| Edu Viaña                     |          | C.D. Illescas            |
| Álvaro Arnedo                 |          | C.F. Rayo Majadahonda    |
| Ignacio Abeledo               |          | C.F. Talavera            |
| Edu Campabadal                |          | C.D. Alcoyano            |
| Alfonso Candelas              |          | Hércules C.F.            |
| Lolo González                 |          | A.D. Ceuta F.C.          |
| Álex Sancris                  |          | Burgos C.F.              |
| Fran Callejón                 |          | C.E. Sabadell            |
| José Antonio Caro             |          | U.D. Melilla             |
| Antonio Cañete                |          | Atlético Albacete        |
| Pepe Mena (invierno)          |          | Antequera C.F.           |
| Mawi Sánchez (invierno)       |          | Águilas C.F.             |
| "Tano" Bonnín (invierno)      |          | Brindisi FC              |
| Fran Ortuño (invierno)        |          | Real Valladolid Promesas |
| Lucas Suárez (invierno)       |          | Sin equipo               |
| Álex Oyón (invierno)          |          | Real Sporting            |
| "Teddy" Sutherland (invierno) |          | Sin equipo               |

1. ↑  Radio Granada, ed. (12 de mayo de 2008). «El dueño del Linares rechaza que la huelga arregle la situación de impagos». Consultado el 21 de marzo de 2010.
2. ↑  Boletín Oficial del Estado, ed. (2 de septiembre de 2008). «IV: Administración de Justicia». Consultado el 21 de marzo de 2010.
3. ↑  Diario de Jaén, ed. (20 de julio de 2009). «El CD Linares desaparece por una deuda de 1,4 millones de euros». Archivado desde el original el 13 de febrero de 2010. Consultado el 21 de marzo de 2010.
4. ↑  Diario Marca, ed. (3 de septiembre de 2009). «Adiós definitivo al CD Linares». Consultado el 21 de marzo de 2010.

### Futbolistas históricos
Fran Carles (Club Deportivo Linares; Linares Deportivo), Carles (Linares Club de Fútbol), Juande Ramos (Linares Club de Fútbol), Manolo Preciado (Linares Club de Fútbol), Rafael Benítez (Linares Club de Fútbol), Pariente (Linares Club de Fútbol), Aguirreoa (Linares Club de Fútbol), Cortés (Club Deportivo Linares), Toño (Club Deportivo Linares), Arriki (Club Deportivo Linares), Simón (Club Deportivo Linares), Escudero (Club Deportivo Linares), Catanha (Club Deportivo Linares), Coco (Club Deportivo Linares), Zúñiga (Club Deportivo Linares), Óscar Benito (Club Deportivo Linares; Linares Deportivo), Francisco Pérez Pérez "Chico" (Club Deportivo Linares; Linares Deportivo), Tolo plaza (Linares Club de Fútbol) Enrique Torres; Sergio Cordero (Club Deportivo Linares) (Linares Club de Fútbol); Romerito (Club Deportivo Linares); Dani Bouzas (Club Deportivo Linares).

## Entrenadores
| Año             | Entrenador              |
| --------------- | ----------------------- |
| 2009-2010       | Alfonso Simarro         |
| 2010-2016       | Antonio "Torres" García |
| 2016-2017       | Miguel Rivera Mora      |
| 2017-2018       | Jaime Ramón Molina Mata |
| 2018-2020       | Juan Arsenal            |
| 2020-2021       | Alberto González        |
| 2021            | Alejandro Sandroni      |
| 2021-2023       | Alberto González        |
| 2023            | Óscar Fernández         |
| 2023-2024       | David Campaña           |
| 2024            | Romerito                |
| 2024            | Juan Antonio Milla      |
| 2024-actualidad | Pedro Díaz              |

## Uniforme

### Proveedor y patrocinadores
| Período     | Proveedor                 | Patrocinador                 |
| ----------- | ------------------------- | ---------------------------- |
| 2009 - 2010 |                           | Empleo a tiempo              |
| 2010 - 2011 | Los Jardines de la virgen |                              |
| 2011 - 2012 |                           | Motomad                      |
| 2012 - 2013 | Acerbis                   | café Mañas Bar Los Jamones   |
| 2013 - 2014 | Cejudo                    | Macrosad                     |
| 2014 - 2015 | Mercury                   | Ratiopharm                   |
| 2015 - 2016 | Mercury                   | Jaén Paraíso interior        |
| 2016 - 2017 | Mercury                   | Jaén Paraíso interior        |
| 2017 - 2018 |                           |                              |
| 2018 - 2019 |                           | MLC Martín López Carburantes |
| 2019 - 2020 |                           | MLC Martín López Carburantes |
| 2020 - 2021 |                           | MLC Martín López Carburantes |
| 2021 - 2022 |                           | MLC Martín López Carburantes |
| 2022 - 2023 |                           | MLC Martín López Carburantes |
| 2023 - 2024 |                           | MLC Martín López Carburantes |
| 2024 - 2025 |                           | MLC Martín López Carburantes |
| 2025 - 2026 |                           |                              |

## Palmarés

### Torneos nacionales
| Competición Nacional             | Títulos           | Subcampeonatos    |
| -------------------------------- | ----------------- | ----------------- |
| Segunda División B de España     | 2020/21.          |                   |
| Tercera División de España (2/2) | 2014/15, 2019/20. | 2013/14, 2018/19. |

### Torneos regionales
| Competición Regional                   | Títulos           | Subcampeonatos |
| -------------------------------------- | ----------------- | -------------- |
| Primera División Andaluza (0/1)        |                   | 2011/12.       |
| Regional Preferente Andaluza (1/0)     | 2010/11.          |                |
| Primera Provincial Jaén (1/0)          | 2009/10.          |                |
| Fase regional de Copa Federación (2/0) | 2014/15, 2016/17. |                |
| Copa Presidente de la Diputación (1/0) | 2014.             |                |
| Copa Subdelegado del Gobierno (2/0)    | 2009/10, 2010/11. |                |

### Torneos amistosos
| Competición Amistosa           | Títulos                | Subcampeonatos               |
| ------------------------------ | ---------------------- | ---------------------------- |
| Trofeo Ciudad de Linares (4/5) | 2014, 2015, 2018, 2022 | 2010, 2011, 2012, 2013, 2019 |
| Trofeo del Olivo (1/0)         | 2018.                  |                              |
| Trofeo Linarejos (3/4)         | 2018, 2019, 2020       |                              |
| Trofeo Rosa del Azafrán (1/1)  | 2019                   |                              |

## Estadísticas
- Temporadas en Primera División: 0
- Temporadas en Segunda División: 0
- Temporadas en Segunda División B y Primera RFEF: 6
2015/16, 2016/17, 2020/21 y 2021/22, 2022/23, 2023/24
- Temporadas en Tercera División y Segunda RFEF: 8
2012/13, 2013/14, 2014/15, 2017/18, 2018/19, 2019/20, 2024/25 y 2025/26
- Temporadas en Ligas Regionales: 3
2009/10, 2010/11 y 2011/12
- Máxima goleada a favor: A.D. Linares 14-0 Sierra de Segura C.F. (2009/10)

## Presidentes
- 2009: Francisco Romera
- 2009 - 2016: Pedro Sáez
- 2016 - 2024: Jesús Medina
- 2024 - actualidad: Luis Vera Jiménez [2]

## Directores deportivos
- 2018-2022 Miguel Linares
- 2022-actualidad: Miguel de Hita